# 後樂
後樂（日语：／ Kōraku */?）是東京都文京區的町名。現行行政地名為後樂一丁目與後樂二丁目。2013年7月1日為止的居住人口有2,350人。郵遞區號為112-0004。

## 地理
位於東京都文京區南部。北鄰春日，東接本鄉，南連千代田區三崎町、千代田區飯田橋，西通新宿區下宮比町、新宿區新小川町，西北接水道。町域大半被小石川後樂園與東京巨蛋城占據。後樂鄰近飯田橋站、後樂園站、水道橋站等車站，外堀通等幹道通過町內，交通便利。
町域中央為小石川後樂園，東部為東京巨蛋城。西邊町界與南邊町界有神田川流經，神田川沿岸有南北向目白通與首都高速5號池袋線、東西向外堀通，東邊町界為白山通。東京地下鐵南北線、都營地下鐵大江戶線、三田線穿越地下，周圍有東京地下鐵丸之內線、有樂町線、東西線、JR中央、總武線通過。

## 歷史
1966年實施住居表示，小石川町一丁目、春日町一丁目、市兵衛河岸、諏訪町、新諏訪町合併成立「後樂一丁目」、「後樂二丁目」。

### 地名由來
地名源自水戶德川家的庭園小石川後樂園。

## 交通

### 鐵路
- 東京都交通局:都營地下鐵三田線 - 水道橋站（JR水道橋站不在本地）
- 東京都交通局:都營地下鐵大江戶線 - 飯田橋站（JR、東京地下鐵飯田橋站不在本地）

### 巴士
都營巴士
- 「都營飯田橋站前」：飯62
- 「飯田橋」：飯64
- 「大曲」：上69
- 「後樂園（水道橋）」：都02乙（日语：都営バス巣鴨営業所）

文京區社區巴士「Bーぐる」
- 「小石川後樂園入口」：往千駄木
- 「後樂一丁目」：往千駄木
- 「東京巨蛋飯店」：往千駄木
- 「MEETS PORT」：往千駄木

### 道路
- 首都高速5號池袋線、飯田橋出入口
- 白山通（日语：白山通り）（東京都道301號白山祝田田町線）
- 目白通（東京都道8號千代田練馬田無線）
- 外堀通（東京都道405號外濠環狀線）
- 東京都道434號牛込小石川線（日语：東京都道434号牛込小石川線）

## 設施、企業

### 公共設施、學校、公園
- 飯田橋合同廳舍（ 東京勞動局、 HelloWork（日语：公共職業安定所）飯田橋、中央 勞動基準監督署（日语：労働基準監督署））
- 東京都立中央、城北職業能力開發中心
- 警視廳遺失物中心
- 富坂警察署（日语：富坂警察署）後樂交番、東京巨蛋警備派出所
- 東京都立文京盲學校
- 小石川後樂園
- 後樂公園
- 文京區小石川運動場

### 企業、團體
- 東京巨蛋城（東京巨蛋、野球殿堂博物館、東京巨蛋城遊樂園（日语：東京ドームシティアトラクションズ）、THEATRE G-ROSSO（日语：シアターGロッソ）、東京巨蛋飯店、 後樂園表演廳（日语：後楽園ホール）、MEETS PORT、WINS後樂園（日语：ウインズ後楽園）、oft後樂園（日语：Offt後楽園）等）
- 東京巨蛋本社
- Cybozu（日语：サイボウズ）本社
- 豐田汽車東京本社
- 富士通Marketing（日语：富士通マーケティング）本社
- 亞文顧問（日语：アウンコンサルティング）本社
- 日立建機本社
- 住宅金融支援機構（日语：住宅金融支援機構）本店
- 五洋建設本社
- 芳文社本社
- 里索那銀行東京營業部、埼玉里索那銀行東京支店
- 日之丸交通、日之丸リムジン（日之丸自動車集團（日语：日の丸自動車グループ））本社
- Tokyo Cable Network（日语：東京ケーブルネットワーク）本社
- Morpho（モルフォ）本社
- 日中友好會館

## 備註
1. ↑  文京区人口統計資料[永久]
2. ↑  『角川日本地名大辞典 13 東京都』、角川書店、1991年再版、P989

## 外部連結
- 文京區網站 （页面存档备份，存于）